# Eleições presidenciais provisórias chinesas de 1911

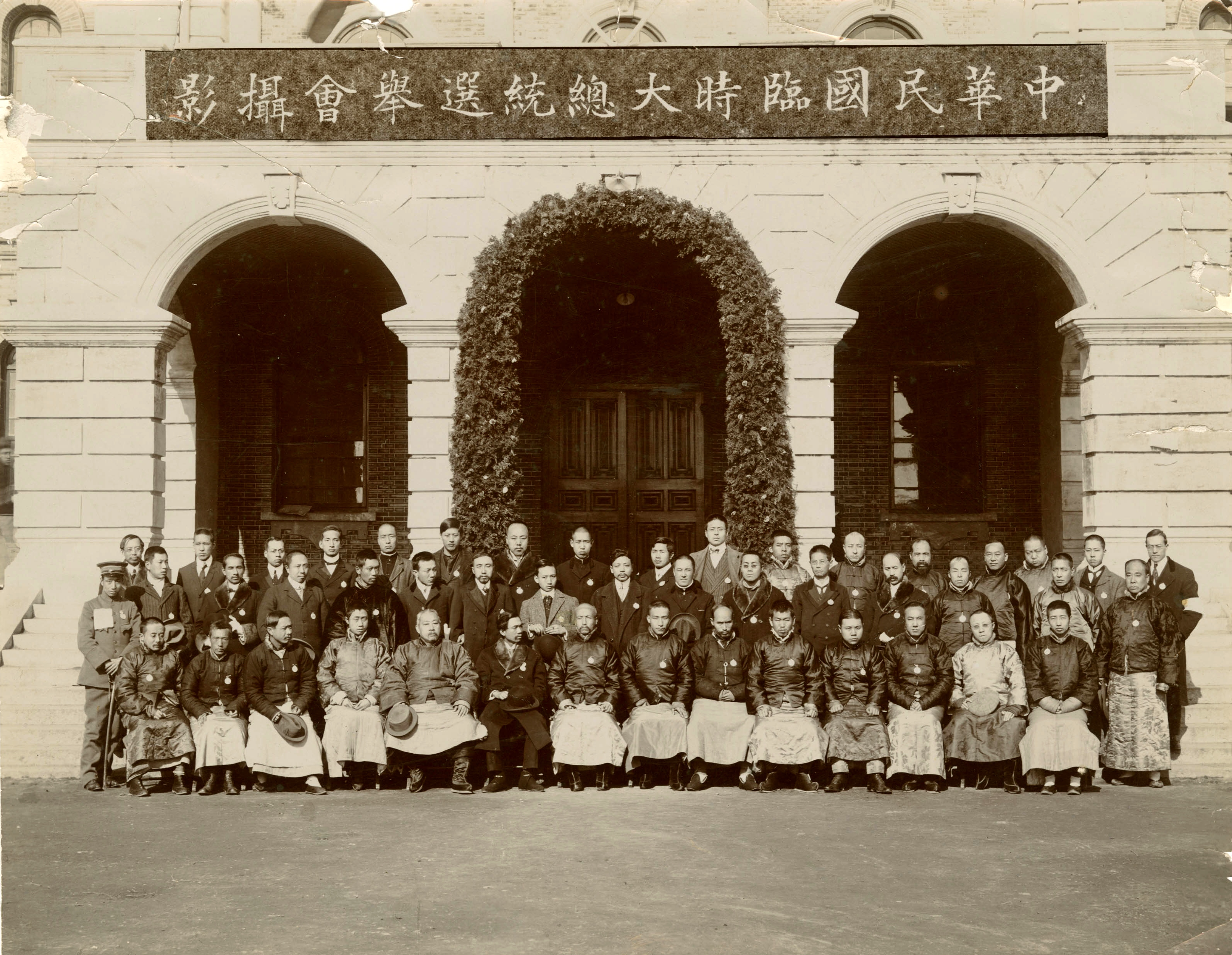
Fotografia do governo provisório reunido em Nanjing para eleger um líder após a eclosão da Revolta de Wuchang em 10 de outubro de 1911

As Eleições presidenciais provisórias chinesas de 1911 foram eleições realizadas em 29 de dezembro de 1911, durante a Revolução Xinhai, para eleger o primeiro Presidente Provisório e o Vice-Presidente do Governo Provisório da República da China.
Sun Yat-sen e Li Yuanhong foram eleitos presidente e vice-presidente, respectivamente. Sun tomou posse à meia-noite no dia 1º de janeiro de 1912 e declarou o estabelecimento oficial da República da China, encerrando de jure na China e de fato nos territórios controlados; a monarquia chinesa e a Dinastia Qing.

## Eleitores
No total, foram 17 eleitores:
- Um voto foi dado para cada uma das dezessete províncias representadas na assembleia.[a]
- Cinco outras províncias ainda estavam sob controle Qing.[b]
- Os protetorados da Mongólia Exterior, Mongólia Interior, Qinghai e Tibete eram semi-independentes e não participaram da eleição.

## Resultados

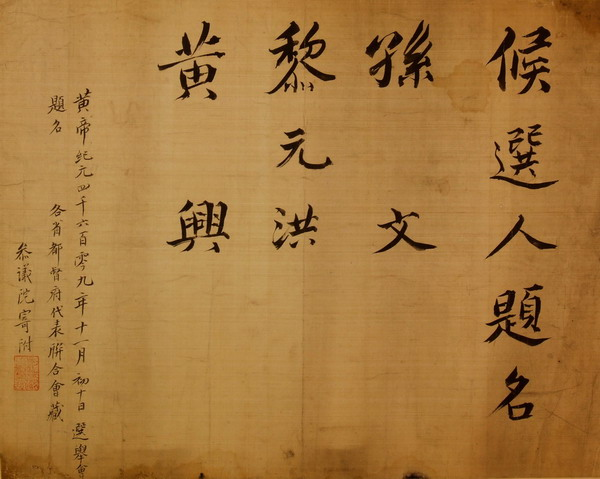
Lista oficial de candidatos eleitorais

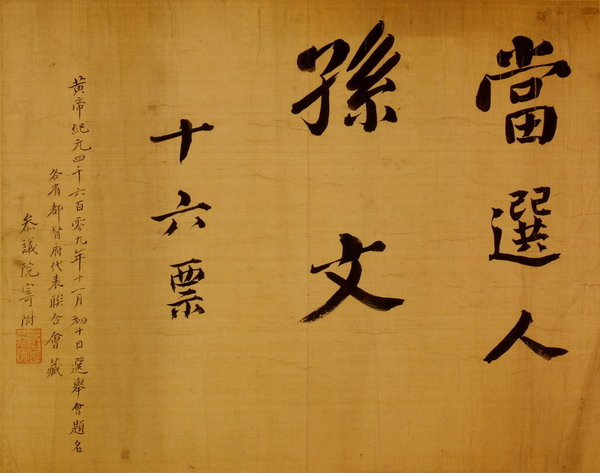
Resultados oficiais da eleição que dizem "Candidato eleito, Sun Yat-sen, 16 votos"

### Presidente
De um total de 17 votos (100%), os resultados para presidência foram:
1. Sun Yat-sen do Tongmenghui vence com 16 votos (94.12%)
2. Huang Hsing do Tongmenghui obteve com 1 voto (5.88%)
3. Li Yuanhong, independente, obeteve nenhum voto (0%)

### Vice-presidente
De um total de 17 votos (100%), os resultados para vice-presidência foram:
- Li Yuanhong, independente, vence de forma unânime, com 17 votos (100%)
- Huang Hsing, do Tongmenghui, não obteve nenhum votos (0%)